# Роузвил (Илиноис)
Роузвил (енгл. Roseville) град је у америчкој савезној држави Илиноис.

## Демографија
По попису из 2010. године број становника је 989, што је 94 (-8,7%) становника мање него 2000. године.
| Група             | 2000.         | 2010.       |
| Белци             | 1.072 (99,0%) | 981 (99,2%) |
| Афроамериканци    | 2 (0,2%)      | 0 (0,0%)    |
| Азијати           | 1 (0,1%)      | 1 (0,1%)    |
| Хиспаноамериканци | 5 (0,5%)      | 2 (0,2%)    |
| Укупно            | 1.083         | 989         |